# Callipia brenemanae
Callipia brenemanae är en fjärilsart som beskrevs av Sperry 1951. Callipia brenemanae ingår i släktet Callipia och familjen mätare. Inga underarter finns listade i Catalogue of Life.